# José Luis Rodríguez
José Luis Rodríguez (Panama-Stad, 19 juni 1998) is een Panamees voetballer die als middenvelder speelt.

## Clubcarrière
Rodríguez begon zijn professionele carrière in eigen land bij Chorrillo FC. In 2017 maakte hij samen met zijn landgenoot Ricardo Ávila de overstap naar AA Gent. In hun eerste seizoen speelden ze geen wedstrijd voor het eerste elftal.

## Interlandcarrière
Sinds 2018 speelt hij voor het Panamees voetbalelftal. Rodríguez maakte deel uit van de Panamese selectie, die in 2018 onder leiding van de Colombiaanse bondscoach Hernán Darío Gómez debuteerde bij een WK-eindronde. De ploeg uit Midden-Amerika, als derde geëindigde in de CONCACAF-kwalificatiezone, was in Rusland ingedeeld in groep G en verloor van achtereenvolgens België (0-3), Engeland (1-6) en Tunesië (1-2). Rodríguez kwam in alle drie de groepswedstrijden in actie voor zijn vaderland.